# Адаптивний рукопашний бій
Адаптивний рукопашний бій — це спеціалізований напрямок рукопашного бою, розроблений для людей з інвалідністю з метою їх фізичної реабілітації, розвитку та соціальної інтеграції. Він включає в себе модифіковані техніки та вправи, що враховують фізичні можливості інвалідів, дозволяючи їм займатися рукопашним боєм, зміцнювати здоров'я, покращувати координацію рухів і підвищувати самооцінку. 

### Мета
Основна мета адаптивного рукопашного бою — створити безпечні та ефективні умови для розвитку фізичної форми та психологічного благополуччя людей з обмеженими можливостями.

## Історія
31 серпня 2024 року в місті Буча, Київська область, відбувся Чемпіонат України з рукопашного бою. У рамках цього заходу, за ініціативи Міністерства молоді та спорту, Всеукраїнської федерації рукопашного бою та Асоціації підприємців-ветеранів АТО, відбулася презентація адаптивного рукопашного бою в розділі "Демонстрація прикладної техніки" (у межах пілотного проєкту).
У листопаді 2024 року в м.Києві на базі спортивного клубу «РУКБО» розпочалися перші систематичні тренування з адаптивного рукопашного бою, що стало важливим кроком у розвитку цього напрямку та залученні людей з інвалідністю до активного способу життя.

## Галерея

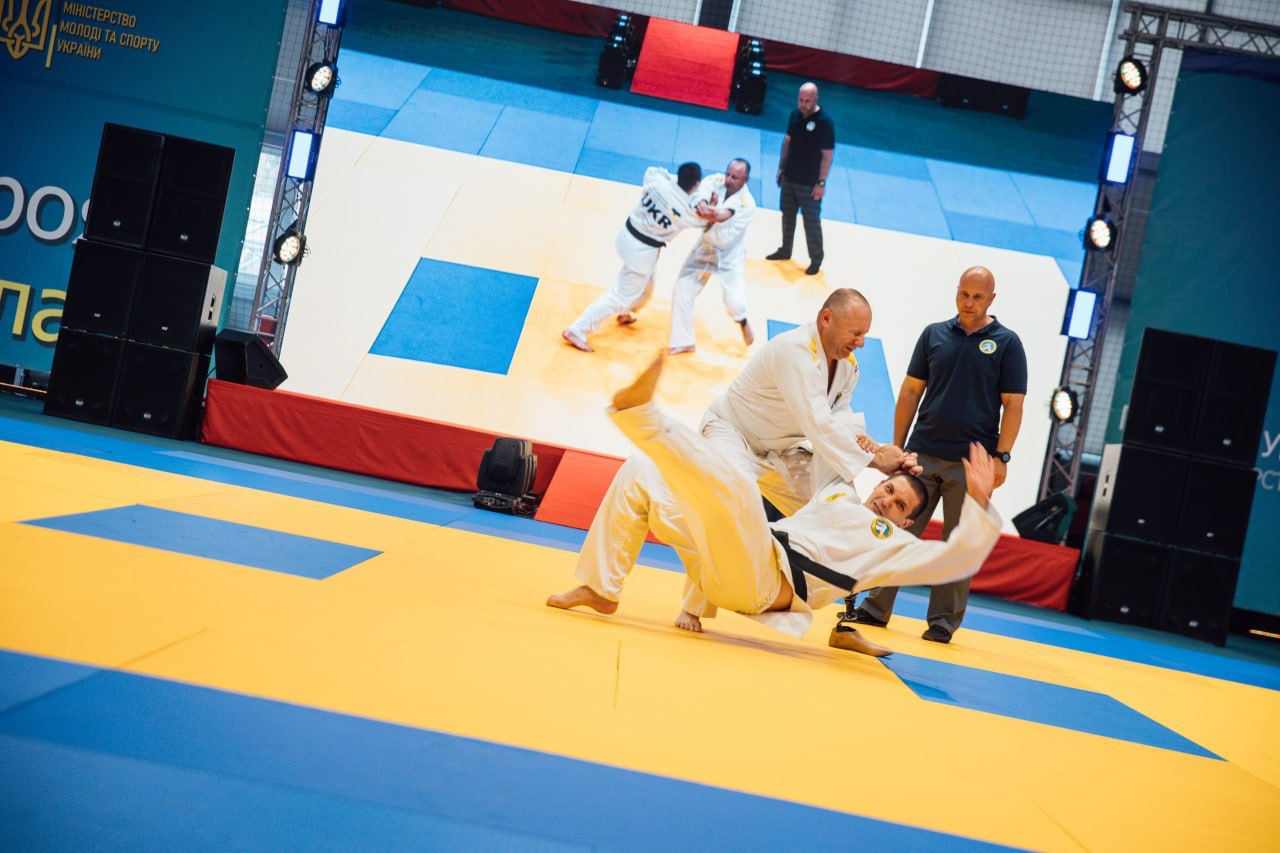

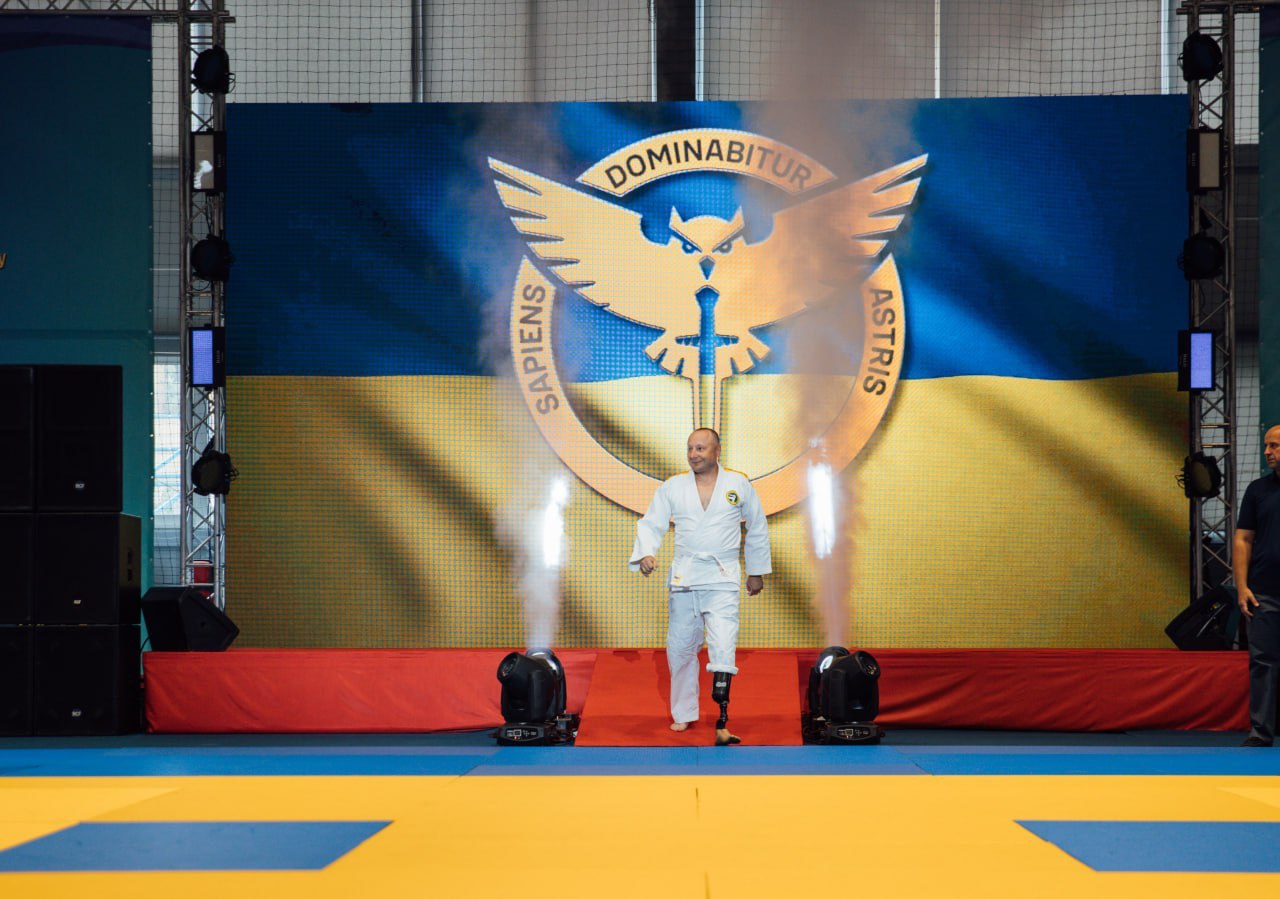

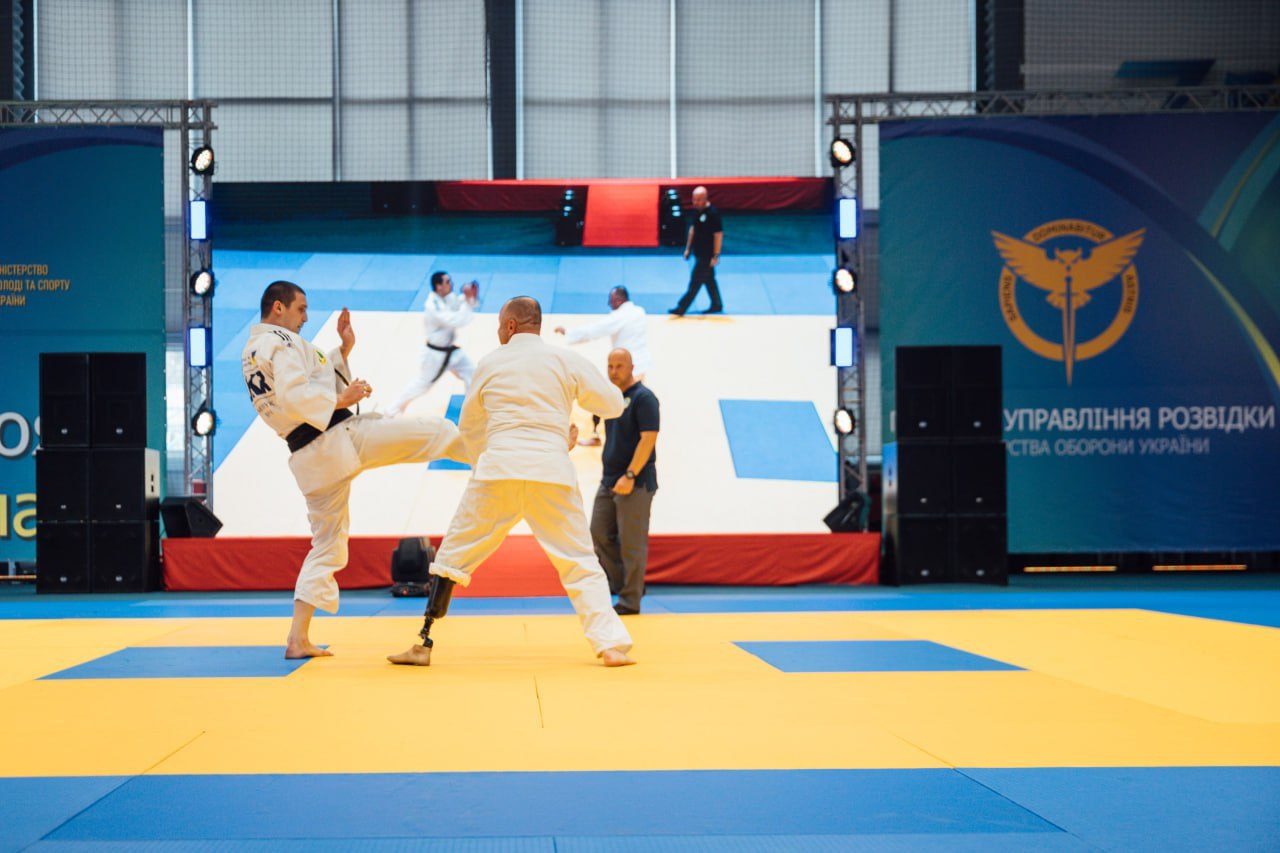